# Тунбергия крылатая
Тунбе́ргия крыла́тая (лат. Thunbergia alata) — вечнозелёное однолетнее или многолетнее травянистое вьющееся или стелющееся растение с характерными выростами («крыльями») на черешках, вид рода Тунбергия (Thunbergia) семейства Акантовые (Acanthaceae). Происходит из тропической Африки.
Культивируется по всему свету как декоративное красивоцветущее растение — либо как многолетнее, либо, в регионах с умеренным климатом, как однолетнее растение; ценится за свои воронковидные цветки. Используется в народной медицине для лечения различных заболеваний
Английские общеупотребительные названия растения — Black Eyed Susan, Black-eyed Susan (с англ. — «черноглазая Сьюзен»).

## Распространение
Естественный ареал вида — тропические регионы Африки: Ботсвана, Бурунди, Гана, Гвинея, Джибути, Замбия, Зимбабве, Камерун, Кения, Демократическая Республика Конго и Республика Конго, Кот-д’Ивуар, Либерия, Мадагаскар, Малави, Мозамбик, Нигерия, Руанда, Сьерра-Леоне, Сомали, Судан, Танзания, Уганда, Центральноафриканская республика, Эритрея, Эсватини (бывший Свазиленд), Эфиопия, Южная Африка (провинция Квазулу-Натал, а также биогеографический регион Северные провинции).

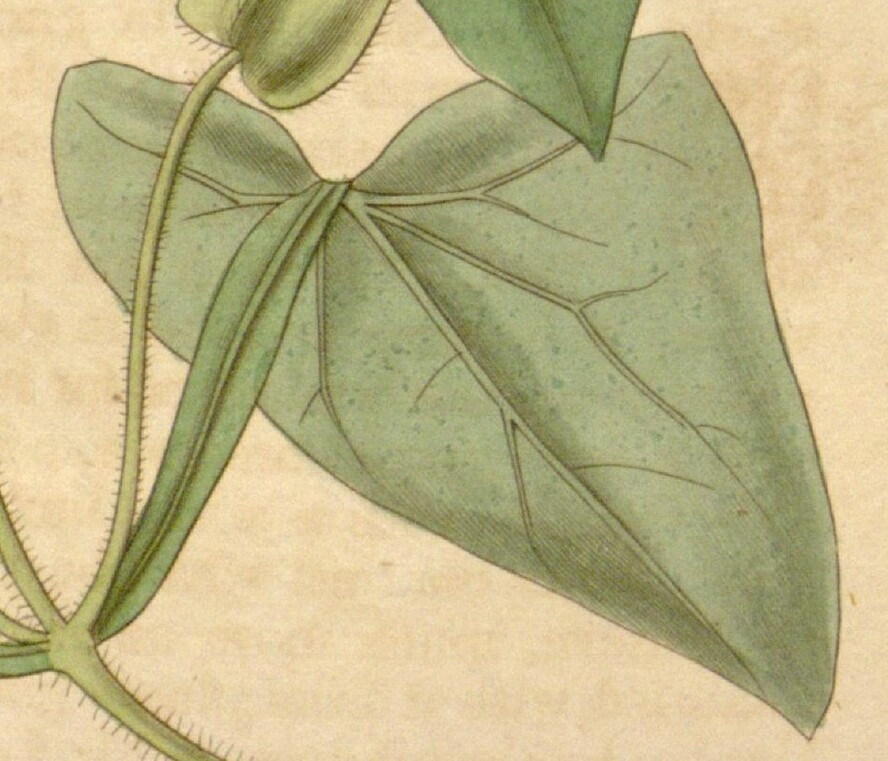
Лист тунбергии с крылатым черешком. Фрагмент ботанической иллюстрации из протолога разновидности (это название по состоянию на 2024 год входит в синонимику вида). Curtis’s Botanical Magazine, том 63 (1836)

Растение встречается большей частью в тех тропических регионах, для которых характерен сезонный климат с относительно чётко выраженными влажным и засушливым периодами. Приуроченности растения к каким-либо конкретным экологическим нишам не наблюдается: оно может расти и на окраинах влажных лесов, и в сухих лесах, среди кустарников, на лугах; одно из обычных местообитаний растения — территории с нарушенной либо вторичной растительностью. В Африке встречается на высотах от 50 до 2200 м над уровнем моря.
Культивируется по всему свету, в регионах с подходящим для растений климата нередко дичает. Как заносное растение тунбергия крылатая встречается во многих странах Южной и Центральной Америки, на юге США, в Южной и Восточной Азии, а также в некоторых других регионах (в Океании — Вануату, Новая Каледония, Острова Общества, Фиджи; в Африке — Реюньон, Сейшельские острова). В некоторых странах считается инвазивным видом.

## Биологическое описание
Вьющиеся либо стелющиеся однолетние или многолетние травы.
Растение с одним или несколькими стеблями, достигающими в длину трёх метров. Стебли вьющиеся, квадратные в сечении, опушённые. Если возраст растения превышает год, стебли у основания начинают деревенеть.
Листья — с черешками, длина которых варьируется от 0,5 до 5,5 см (изредка — до 8 см); черешки по бокам имеют характерные выросты — «крылья», которые у разных экземпляров могут отличаться по гладкости (обычно крылья плоские, но могут быть и волнистыми), а также существенно отличаться по ширине (иногда даже могут отсутствовать); встречаются также растения, у которых ширина крыльев на черешках не является постоянной, а увеличивается по направления к листовой пластинке. Листовые пластинки имеют треугольную или треугольно-яйцевидную форму, в длину могут достигать 10,5 см, в ширину — 7 см; основание пластинки в большей или меньшей степени сердцевидное, верхушка пластинки — заострённая; край пластинки может быть как цельным, так и крупнозубчатым (зазубренным).

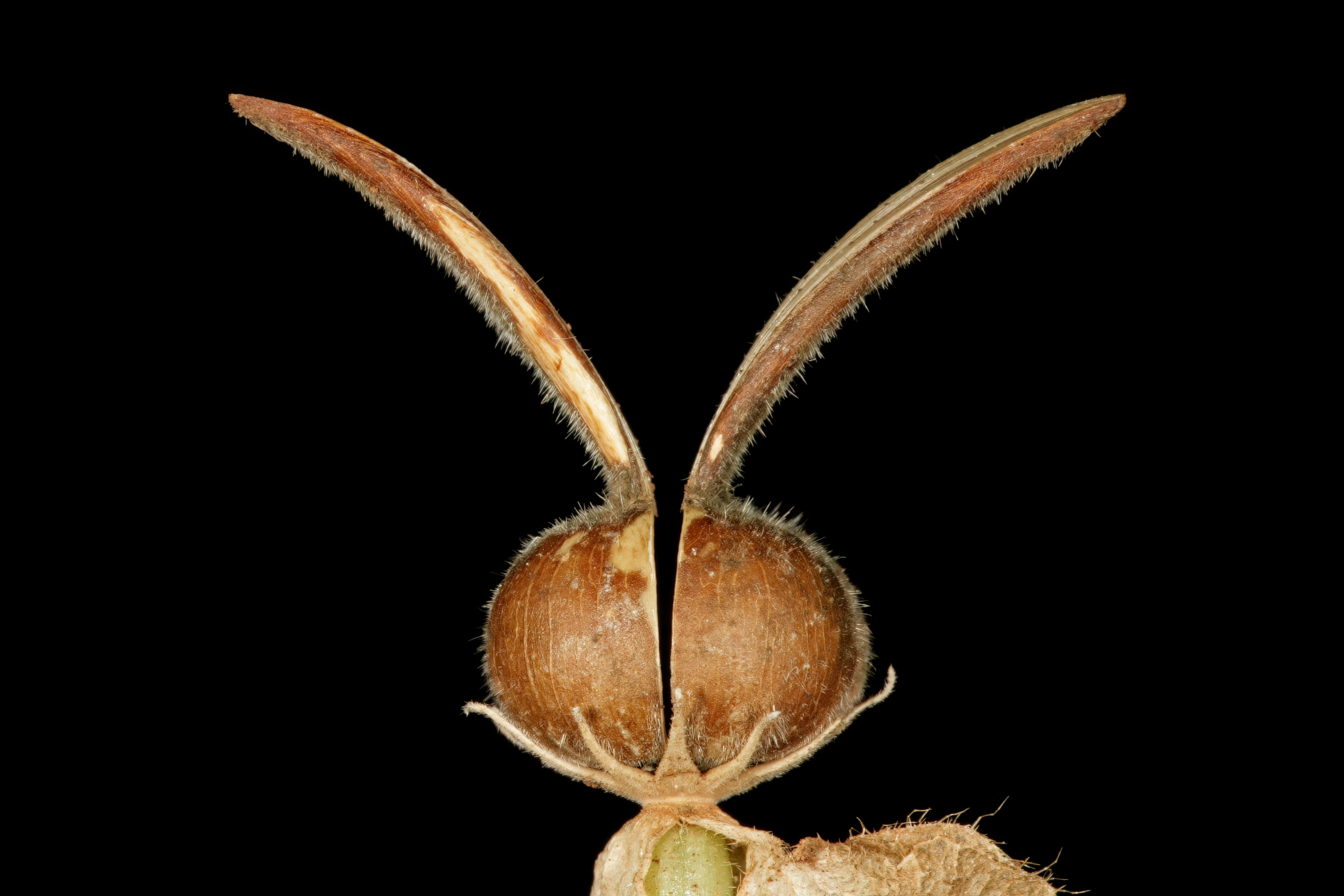
Плод крупным планом (с характерным расщеплённым клювообразным выступом)

Цветки, как и у других акантовых, обоеполые, зигоморфные; пазушные; обычно одиночные, но иногда бывают парными. Цветоножки могут быть как короткими (от 1 см), так и сильно вытянутыми, достигая в длину 9 см. Венчик трубчатый: лепестки в своей нижней части срастаются в трубку, которая заканчивается 5-лопастным отгибом; трубка — цилиндрическая, длиной от 3 до 6 мм, с прямым или слегка изогнутым горлом тёмного цвета (от тёмно-фиолетового до почти чёрного); доли венчика — широковыемчатые, длиной от 1 до 2 см и шириной от 1,2 до 2,3 см; цвет долей может быть различным — от бледно-жёлтого до оранжевого и даже, изредка, кирпично-красным. Длина цветков — от 3,5 до 4 см, диаметр — около 5 см. Тычинок четыре, они неравные (две — более длинные), с бахромчатыми пыльниками; находятся внутри цветочной трубки. Столбик немного более длинный по сравнению с тычинками; рыльце вогнутое, одногубое. Завязь, как и у других видов семейства акантовых, двугнёздная; столбик простой, нитевидный. Время цветения — с начала лета до осени.

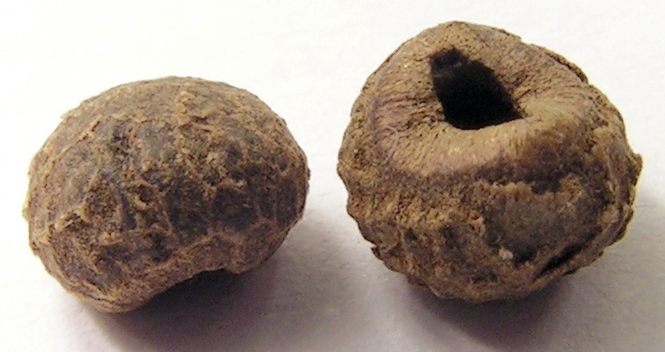
Семена крупным планом

Плод — вдавленная шаровидная густоопушённая коробочка диаметром до 11 мм с «клювом» (клювообразным выступом) длиной от 10 до 16 мм. Семена — тёмно-коричневые, до 5 мм в диаметре.

## Химический состав, биологическая активность
В спиртовых экстрактах стеблей и листьев тунбергии крылатой были найдены различные сапонины, терпены и флавоноиды, при этом основным компонентом в стеблевом экстракте был рутин, а в листовом — хлорогеновая кислота. Среди других компонентов, выделенных из растения, имеется как группа широко известных иридоидных гликозидов, таких как стильберикозид, 6-эпи-стильберикозид и тунбергиозид, так и два уникальных иридоидных гликозида, названных по научному названию вида, — туналозид и алатозид. Из листьев растения было выделено несколько фенольных соединений: кофеоил-яблочная кислота, ферулоил-яблочная кислота и p-кумароил-яблочная кислота.
Исследования показывают, что спиртовые экстракты стеблей и листьев обладают противогрибковыми свойствами в отношении таких инфекций человека, как Candida albicans и Candida auris. Спиртовой экстракт листьев тунбергии крылатой показал высокую антибактериальную активность в отношении вызывающей брюшной тиф бактерии Salmonella Typhi (Salmonella enterica subsp. enterica serovar Typhi).
В народной медицине растение традиционное используется для лечения различных заболеваний, включая лихорадку, малярию и воспалительные процессы.

## Культивирование
Тунбергия крылатая — широко известный в культуре вид. Ботаник Джон Симс ещё в тексте протолога отметил необыкновенную красоту растения.

### Сорта
Выведено большое число сортов. Они в основном отличаются окраской цветочкой трубки и долей венчиков. Некоторые из них:
- 'Alba' — отличается тёмной цветочной трубкой и белыми долями венчика,
- 'Aurantica' — отличается черно-красной трубкой и оранжевыми долями венчика,
- 'Bakeri' — отличается чисто-белыми цветками,
- 'Doddsii' — отличается коричнево-оранжевыми цветками,
- 'Fryeri' — отличается белой трубкой и светло-жёлтыми долями венчика,
- 'Lutea' — отличается чисто-жёлтыми цветками (при размножении растений этого сорта семенами иногда происходит расщепление сеянцев по окраске).

### Агротехника

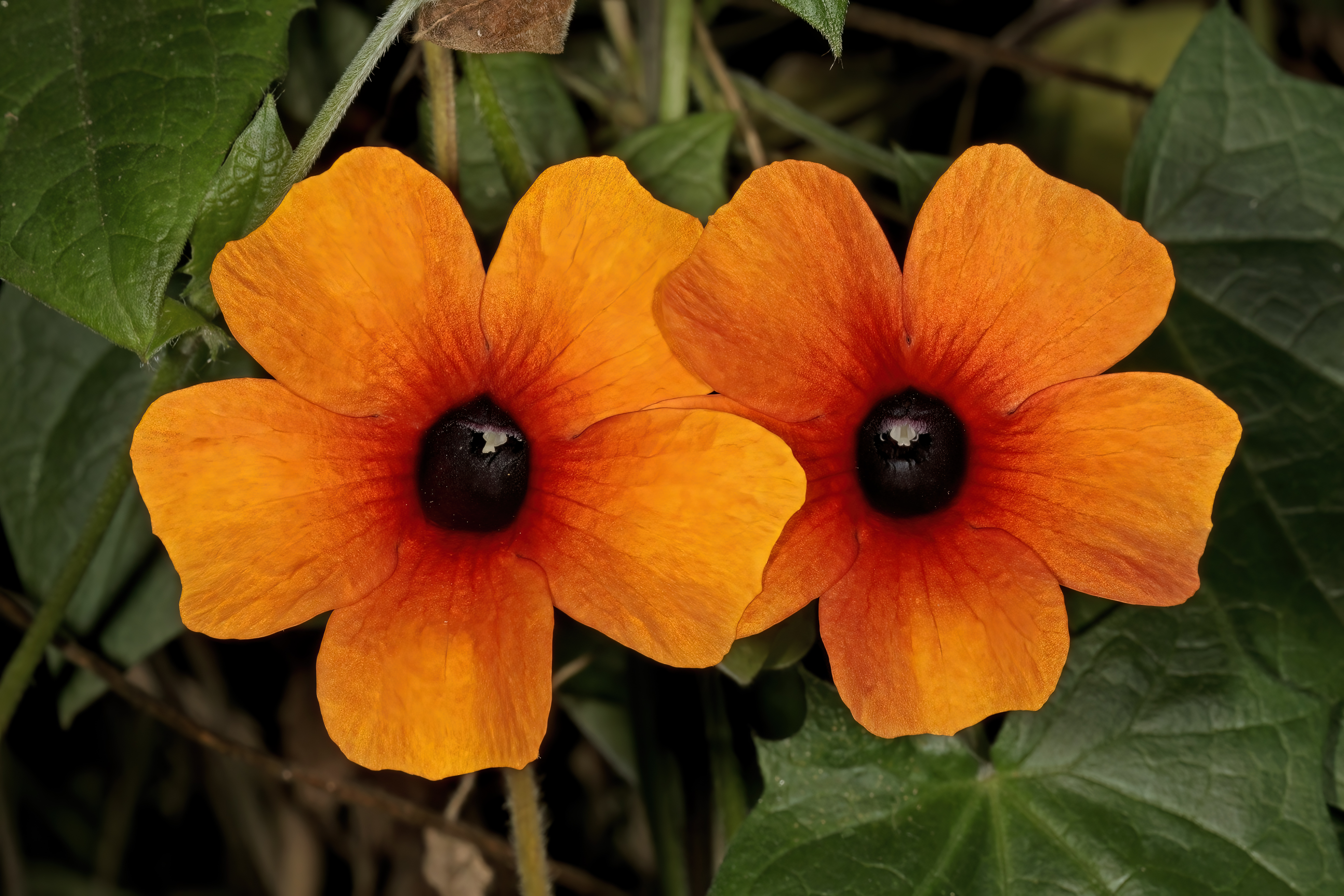
Thunbergia alata 'Arizona Glow'. Претория, Южная Африка

В регионах с умеренным климатом семена обычно высаживают в феврале или марте в помещениях с минимальной температурой от 18 до 20 ºC. Сеянцы через некоторое время после всходов обычно пикируют в горшки, а в конце мая высаживают в грунт. Примерное время, через которое растения начинают цвести, составляет от 3,5 до 4 месяцев с момента посева. По причине того, что для тунбергии крылатой характерен относительно длительный период с момента посадки семян до начала цветения и последующего вызревания новых семян, при культивировании растения в условиях умеренного климата семена, если и вызревают, то в очень незначительном количестве. Всхожесть семян не превышает двух лет.
Тунбергия крылатая, как и другие виды этого рода, лучше всего растёт на солнечных участках на богатых, хорошо дренированных почвах; стеблям для нормального развития необходима опора.
Растение не является морозоустойчивым: может культивироваться в открытом грунте в зонах морозостойкости от 9 до 12 (то есть в регионах со средним значением ежегодной минимальной температуры не ниже примерно минус 7 ºC).

## Таксономия и классификация

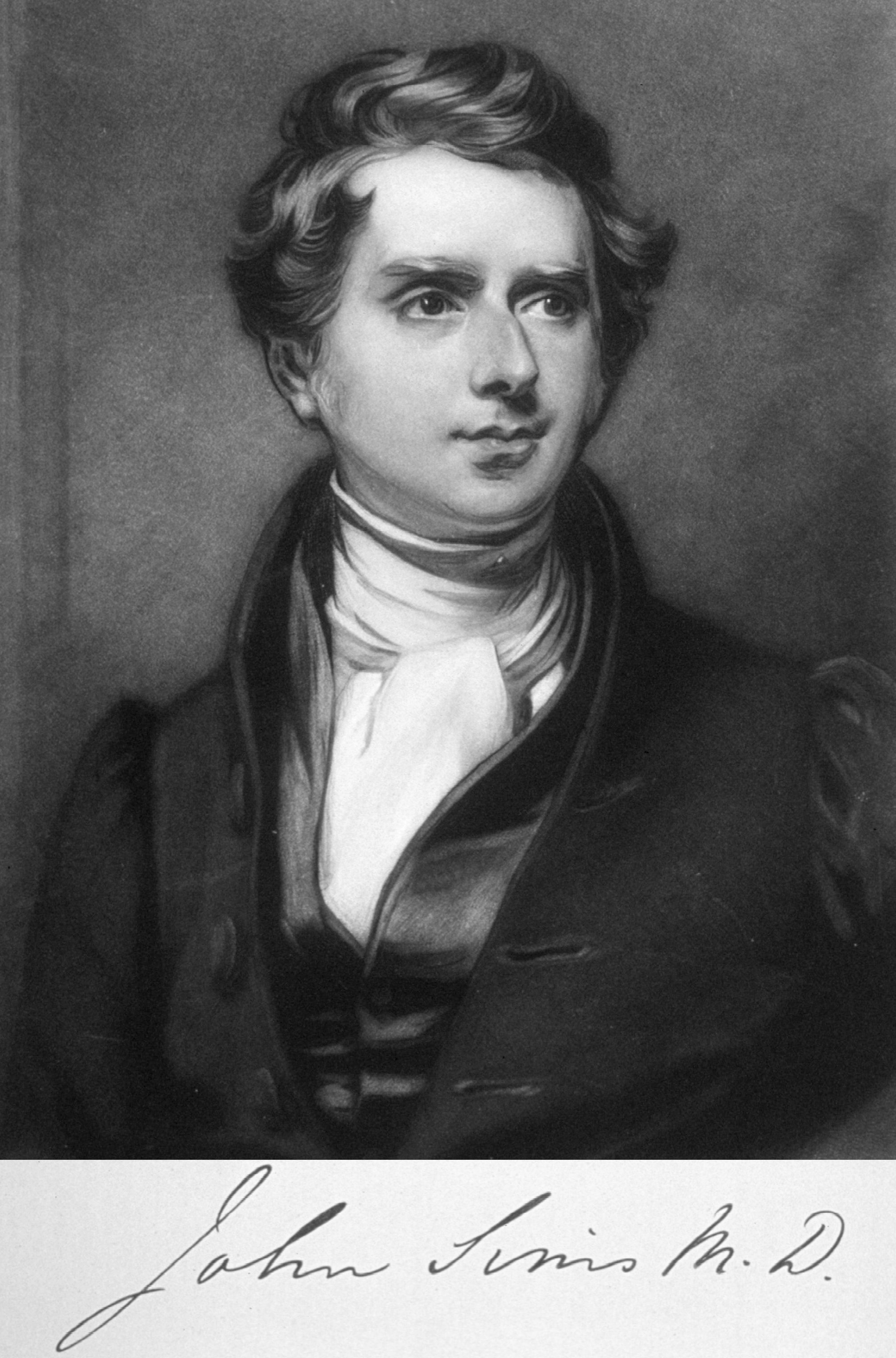
Портрет Джона Симса кисти Ч. Р. Лесли

Первое действительное описание этого вида растений было опубликовано в 1825 году в 52-м томе журнала Curtis’s Botanical Magazine британским ботаником Джоном Симсом (1749—1831) на основании материалов, присланных ему австрийским (богемским) естествоиспытателем Венцесласом Боером (1797—1856). Новый вид был отнесён к роду Thunbergia, который был ранее установлен Андерсом Ретциусом.
Протолог состоит из ботанической иллюстрации и текстовой части, которая, в свою очередь, состоит из трёх частей. Первая часть написана на латинском и в ней приводятся «особенности» — сначала родовые (… колокольчатый венчик, плод — двугнёздная коробочка с «клювом»), затем видовые (вьющееся [растение] с сердцевидно-треугольными выемчато-зубчатыми пятижилковыми листовыми пластинками и крылатыми черешками). Вторая часть, существенно более длинная, чем первая, написана на английском; в ней приводится последовательное описание различных частей растения. В третьей части, также написанной на английском, указано, что семена растения были получены с острова Маврикия от Боера и были подписаны как Thunbergia alata, — и это название, по мнению Симса, является весьма удачным. Также приведено сообщение Боера о том, что родиной этого растения являются Занзибар и Пемба — острова у восточного побережья Африки. В соответствии с половой системой классификации Линнея вид в протологе отнесён к XIV классу (Didynamiae, Двусильные), а внутри класса — к порядку Angiospermia.
Thunbergia alata Bojer ex Sims по состоянию на начало 2024 года — один примерно из 150 подтверждённых видов рода Тунбергия (Thunbergia), входящего в состав подсемейства Тунбергиевые (Thunbergioideae) семейства Акантовые (Acanthaceae).

### Синонимы
По информации базы данных Plants of the World Online  (на начало 2024 года), в синонимику вида входят следующие названия:
Гомотипные синонимы
- Endomelas alata (Bojer ex Sims) Raf. (1838)

Гетеротипные синонимы
- Thunbergia alata var. alba Paxton (1837)
- Thunbergia alata var. albiflora Hook. (1836)
- Thunbergia alata var. marginata Hohen. (1849)
- Thunbergia alata var. minor S.Moore (1901)
- Thunbergia alata var. retinervia Burkill (1899)
- Thunbergia alata var. velutina Bremek. (1948)
- Thunbergia alata var. vixalata Burkill (1899)
- Thunbergia albiflora Gordon (1845)
- Thunbergia aurantiaca Paxton (1839)
- Thunbergia backeri E.Vilm. (1866)
- Thunbergia bakeri Bosse (1842)
- Thunbergia bikimaensis De Wild. (1922)
- Thunbergia delamerei S.Moore (1900)
- Thunbergia doddsii Paxton (1849)
- Thunbergia fryeri Jacques & Hérincq (1851)
- Thunbergia fuscata T.Anderson ex Lindau (1893)
- Thunbergia kamatembica Mildbr. (1943)
- Thunbergia leucantha Van Houtte (1836)
- Thunbergia manganjensis Lindau (1893)
- Thunbergia nymphaeifolia Lindau (1902)
- Thunbergia oculata S.Moore (1908)
- Valentiana volubilis Raf. (1814)